# Municipio de Hertford (condado de Perquimans, Carolina del Norte)
Hertford Township es una municipio del condado de Perquimans, Carolina del Norte, Estados Unidos. Según el censo de 2020, tiene una población de 2453 habitantes.
Es una subdivisión exclusivamente geográfica, por cuanto el estado de Carolina del Norte no utiliza la herramienta de los townships como Gobiernos municipales.

## Geografía
Está ubicada en las coordenadas 36°10′15″N 76°31′25″O / 36.17083, -76.52361 (36.170824, -76.523623).